# Hammerschmiede (Feuchtwangen)
Hammerschmiede ist ein Gemeindeteil der Stadt Feuchtwangen im Landkreis Ansbach (Mittelfranken, Bayern). Hammerschmiede liegt in der Gemarkung Aichenzell.

## Geografie
Die Einöde liegt an dem Jägersbrünnlein, der 200 Meter weiter östlich als rechter Zufluss der Sulzach mündet. Im Süden liegt das Waldgebiet Hart. Eine Gemeindeverbindungsstraße führt nach Sulzach (1,3 km südöstlich) bzw. nach Zehdorf (0,8 km nordwestlich), eine weitere führt an der Krapfenauer Mühle vorbei nach Krapfenau zur Kreisstraße AN 41 (0,5 km östlich).

## Geschichte
Mit dem Gemeindeedikt (frühes 19. Jahrhundert) wurde Hammerschmiede dem Steuerdistrikt und der Ruralgemeinde Aichenzell zugeordnet. Nach 1885 zählte der Ort zu Zehdorf, das am 1. Juli 1971 im Zuge der Gebietsreform nach Feuchtwangen eingemeindet wurde. In der Ortsdatenbank von bavarikon ist Hammerschmiede wieder als amtlich benannter Gemeindeteil eingetragen.

### Ehemaliges Baudenkmal
- Zwei zusammengehörige Wohnhäuser des 18. Jahrhunderts. a) Zweigeschossiger Steinputzbau von 4 zu 4 Achsen mit Satteldach. Spätere Anbauten. Am Türsturz Jahreszahl „17 I. L. S. 46“ (Johann Leonhard Schäff). Diele mit Eichenstütze und Balusterform. Stube mit kassettierter Holzdecke. Eckpfosten der Mühle bezeichnet „H. S. S. E. 1718“. – b) Sockelgeschoss der ehemaligen Hammerschmiede mit modernem Aufbau. Am verzahnten Eckquader Wappen, Monogramm „H. L. S. F.“ und Jahreszahl „17. A. H. 54“.[5]

### Einwohnerentwicklung
| Jahr      | 001818 | 001836 | 001840 | 001861 | 001871 | 001885 |
| Einwohner | 6      | 7      | 6      | 12     | 7      | 8      |
| Häuser    | 1      | 1      | 1      |        |        | 2      |
| Quelle    | [ 7 ]  | [ 8 ]  | [ 9 ]  | [ 10 ] | [ 11 ] | [ 12 ] |